# Cèsar Blanché i Vergés
Cèsar Blanché i Vergés (n. 1958) és un botànic català, que desenvolupa activitats acadèmiques en el "Departament de Botànica", de la Facultat de Farmàcia, a la Universitat de Barcelona.

## Algunes publicacions
- Briones, julián molero, césar Blanché i vergés. A propósito de los géneros "Aconitum" L. y "Consolida" (DC.) Gray en la Península Ibérica. Anales del Jardín Botánico de Madrid 41 (1) 1984 en línea
- Blanché i vergés, césar; julián molero Briones. Dos combinaciones nuevas y un comentario corológico en el género "Delphinium" L.. Anales del Jardín Botánico de Madrid 41 (2) 1985 en línea
- Briones, julián molero, césar Blanché i vergés. 1986. Las cubetas arreicas al sur de Bujaraloz (Valle del Ebro). Contribución a su estudio fitocenológico. Lazaroa 9 (ejemplar dedicado a: Fernando Esteve Chueca y Bartolomé Casaseca Mena) : 277-300, ISSN 0210-9778 en línea
- -------, -------. 1989. Fragmenta chorologica occidentalia, 2638-2655. Anales del Jardín Botánico de Madrid 47 (2) : 480-481, ISSN 0211-1322 en línia
- Vallés Xirau, c. joan; j. Muntane, césar Blanché i vergés, m.a. Bonet. 1996. Bases de datos en Etnobotánica: elaboración de los resultados. Monografías del Jardín Botánico de Córdoba 3 (ejemplar dedicado a: Métodos en Etnobotánica) : 63-68, ISSN 1135-366X en línea
- Rovira López, Anna Maria; Maria Bosch, Julián Molero Briones, César Blanché i Vergés, Joan Simon. 1997. Delphinium L. subgen. Delphinium in the iberian peninsula and north Africa: a new taxonomic approach. Lagascalia 19 (1-2) : 59-82, ISSN 0210-7708
- Bosch, Maria; Julián Molero Briones, César Blanché i Vergés, joan Simon. 1997. Pollination ecology in tribe "Delphineae" ("Ranunculaceae") in W mediterranean area: floral visitors and pollinator behaviour. Lagascalia 19 (1-2) : 545-562, ISSN 0210-7708
- Martín Blanco, carlos j.; césar Blanché i vergés, maría andrea Carrasco de Salazar. 2002. Delphinium emarginatum subsp. emarginatum (Ranunculaceae), nuevo taxon para la Península Ibérica. Anales del Jardín Botánico de Madrid 60 (2): 449-450, ISSN 0211-1322 en línea
- Blanché i vergés, cesar; carles Barriocanal Lozano. 2002. Estat de conservació i propostes de gestió per a "Stachys maritima" Gouan (Labiatae) a la península Ibèrica. Orsis, organismes i sistemes: revista de botànica, zoología i ecologia 17 : 7-20, ISSN 0213-4039 en línea
- 2007. Ingesta de plantas potencialmente mortales. Jano: Medicina y humanidades 1651 : 32, ISSN 0210-220X

### Llibres
- 1992. Revisió biosistemàtica del gènere Delphinium L. a la Península Ibèrica i a les Illes Balears. Barcelona : Institut d'Estudis Catalans. ISBN 84-7283-194-9